# تروخییو، بایه دل کائوکا
تروخییو، بایه دل کائوکا (به اسپانیایی: Trujillo, Valle del Cauca) یک سکونت‌گاه مسکونی در کلمبیا است که در بخش بایه دل کائوکا واقع شده‌است.